# Håkan Söderlindh
Sem Håkan Vilhelm Söderlindh, född 23 februari 1941 i Solna, död 13 december 2024, var en svensk militär (överste).

## Biografi
Söderlindh var son till överste Ante Söderlindh och Britt Rosenius. Han tog studentexamen i Skara 1960 och blev fänrik vid Vaxholms kustartilleriregemente (KA 1) 1963. Söderlindh var löjtnant vid Gotlands kustartillerikår (KA 3) 1965. Han befordrades till kapten 1971, major 1974 och överstelöjtnant vid Gotlands kustartilleriregemente (KA 3) 1976. Han var chef för operationsgruppen i försvarsstaben 1982 och befordrades till överste 1985. Söderlindh blev överadjutant hos Hans Majestät Konungen 1985 och var chef för Gotlands kustartilleriförsvar med Gotlands kustartilleriregemente (KA 3) 1985–1987. Därefter var han ställföreträdande chef för Ostkustens marinkommando (MKO) 1990, marinens chefsutvecklare i personalstaben vid Högkvarteret 1994–2000 och ställföreträdande chef för personalstaben vid Högkvarteret 2000–2001.
Han gifte sig 12 juni 1965  med Berit Hilda Anita Paulsson (född 1941) och är far till Eva Charlotta (Lotta) (född 1969) och Eva Hanna Kristina (född 1980).

## Utmärkelser
- Kommendör med stjärna av Isländska falkorden (1998-11-24)[4]